# Lithocarpus quercifolius
Lithocarpus quercifolius là một loài thực vật có hoa trong họ Cử. Loài này được C.C.Huang & Y.T.Chang mô tả khoa học đầu tiên năm 1988.